# Juliet Campbellová
Juliet Campbellová (nepřechýleně Juliet Jean Campbell) ( 17. března 1970 Kingston) je bývalá jamajská atletka, běžkyně, halová mistryně světa v běhu na 200 metrů.

## Sportovní kariéra
Celkem třikrát startovala na olympiádě – v Barceloně v roce 1992 doběhla sedmá ve finále na 400 metrů, v Atlantě o čtyři roky později byla členkou jamajské štafety na 4 × 400 metrů, která skončila čtvrtá. V Sydney v roce 2000 úspěch nezaznamenala. Na světovém šampionátu v roce 1993 získala bronzovou medaili jako členka štafety na 4 × 100 metrů. Stejného úspěchu dosáhla v roce 2001 v Edmontonu. Největším úspěchem byl titul halové mistryně světa v běhu na 200 metrů v roce 2001. Na šampionátu v Lisabonu kromě toho byla členkou stříbrné jamajské štafety na 4 × 400 metrů. Její poslední medaili z mezinárodních soutěží bylo třetí místo v běhu na 200 metrů z halového mistrovství světa v roce 2003.